# Berig
Berig, auch Berich, war ein mythischer König der frühen Goten, der Gutones, nach der Überlieferung des Jordanes. Berig ist aus zeitnahen Quellen nicht bezeugt, sondern erscheint in der Geschichtsschreibung erst in der Spätantike.

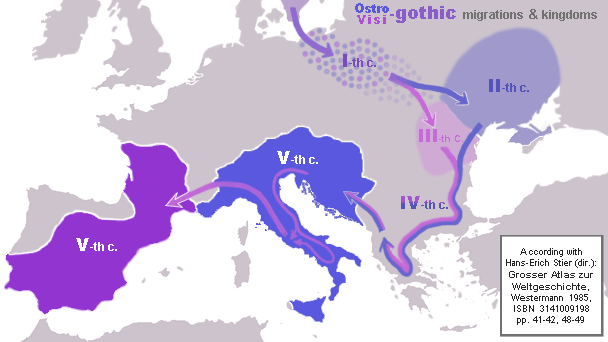
Versuch einer kartographischen Verbindung legendärer und historischer Züge der Goten aus dem Jahr 1985 (vereinfacht)

## Berigs Goten in Gothiscandza
Nach ihrer bei Jordanes überlieferten Stammeslegende (Origo gentis) zogen die Gutones unter ihrem Anführer Berig mit drei Schiffen von einer Insel namens Scadinavia auf das gegenüberliegende Festland, nach Gothiscandza, aus. Auf dem langsamsten Schiff, befanden sich – laut Jordanes – die Gepiden (nach dem gotischen Wort gepanta für „langsam“, „träge“).
Die Herkunft der Gutones aus Südskandinavien, d. h. die Wanderung über die See, ist archäologisch nicht nachgewiesen; in der modernen Forschung wird dies für weniger wahrscheinlich gehalten und der Bericht des Jordanes als topische Herkunftssage betrachtet. So glaubten auch die Langobarden (etwa in der Historia Langobardorum des 8. Jahrhunderts) gleichfalls an ihre Herkunft aus Skandinavien, wobei sich bei diesem Beispiel in den vergangenen Jahren genetische Hinweise auf eine nordeuropäische Herkunft eines Teils der Langobarden stark verdichtet haben.

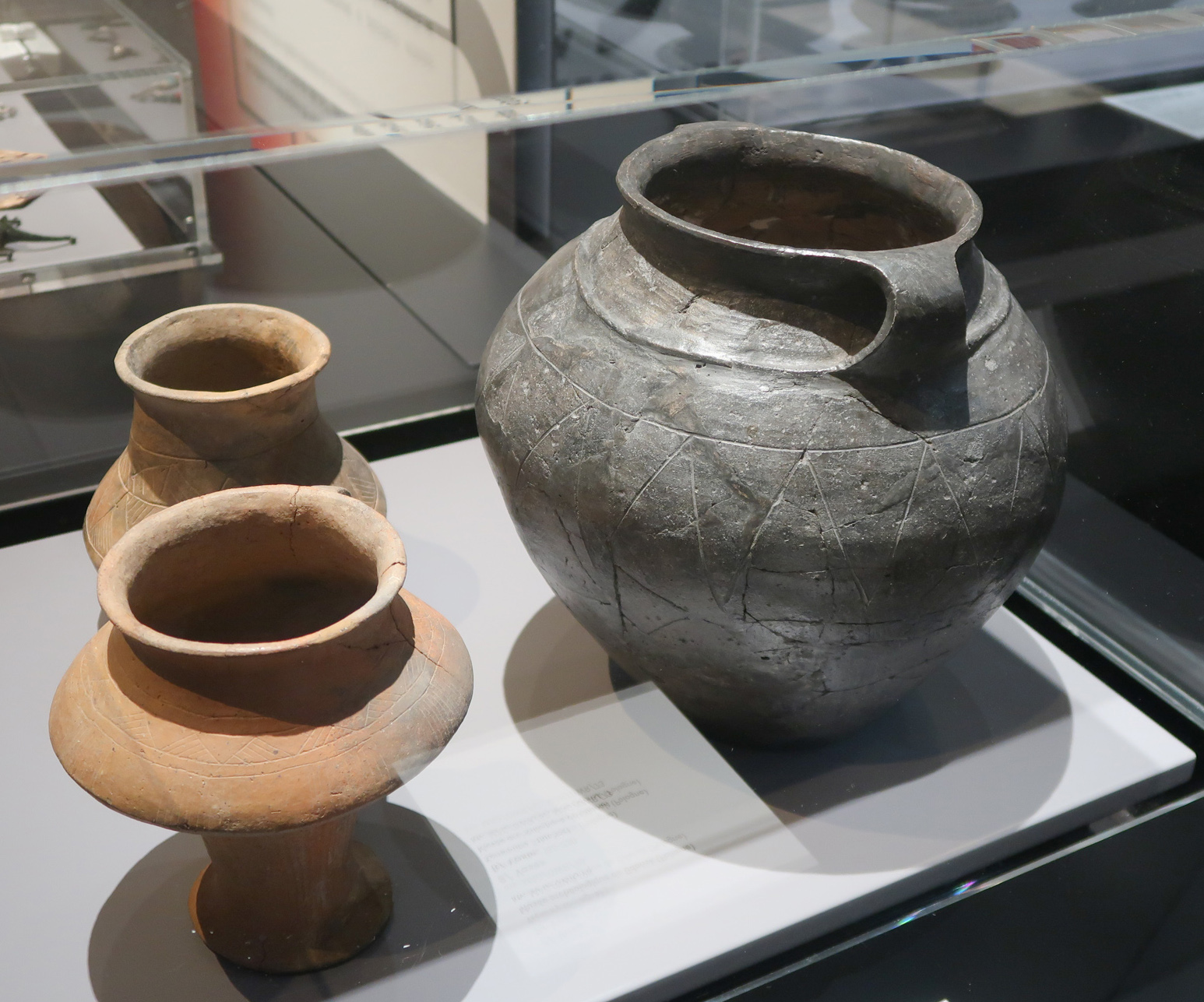
Schwarze Terracotta-Keramik der Wielbark-Kultur aus dem archäologischer Kulturraum Gothiscandza im heutigen Nordpolen (um 60–160 n. Chr.), Archäologisches Museum Gdańsk

Um die Zeitenwende saßen die Gutones in Gothiscandza, d. h. im Odergebiet. Ihre Ethnogenese erfolgte augenscheinlich im Bereich der Wielbark-Kultur, neben (ulmer)rugisch-lemovischen Nachbarn, nördlich der lugisch-vandalischen Przeworsk-Kultur und westlich der westbaltischen Kulturen (Aestii). Nach Jordanes beherrschten die Gutones in Gothiscandza ihre neuen Nachbarn, die Rugier und Vandalen.
Es bildete sich bei den ostgermanischen Gutones ein starkes Königtum auf der Basis des wandernden Heeres aus, wodurch sie dem Einfluss des Maroboduus und seines Herrschaftsbereiches nicht erlagen. Aus dem lugisch-vandalischen Kultverband gelöst, zogen die Gutones zwischen 150 n. Chr. und 230 n. Chr. als ganzer Stamm aus Pommern und Großpolen tiefer ins Land in die Weichsel-Gebiete östlich der mittleren Weichsel.
Die Präsenz im Gebiet der unteren Weichselmündung im 1. und 2. Jahrhundert (Wielbark-Kultur) wird hingegen von mehreren antiken Geschichtsschreibern bestätigt. Es fand sich zudem bei Gródek am Bug ein gotisches Gräberfeld. Etwas entfernt fand sich zusätzlich das Skelett einer Frau, die in einem rituellen Schiff beerdigt worden war. Archäologisch gilt die der Wielbark-Kultur ähnliche Tschernjachow-Kultur als Beleg für die Abwanderung der Goten aus Polen in die westliche Ukraine. Diese Umstände legen eine Verbindung Nordpolens und der Westukraine mit Skandinavien nahe. Um das Jahr 175 begann die Wanderung der Goten nach Südosten, nachdem sie sich bereits über Generationen hinweg immer weiter nach Süden bewegt hatten, wohl um nach besseren Siedlungsgebieten zu suchen.
Insgesamt fünf Generationen lang siedelten die Gutonen in Gothiscandza, bis sie dann unter dem ebenso legendären König Filimer südostwärts zum Schwarzen Meer zogen.